# 小行星4995
小行星4995（英語：4995 Griffin）是一颗围绕太阳公转的小行星。1984年8月28日，S. R. Swanson在帕洛马山发现了此天体。
这颗小行星的绝对星等为88.74739等。